# Uttar Kamakhyaguri
Uttar Kamakhyaguri é uma vila no distrito de Jalpaiguri, no estado indiano de Bengala Ocidental.

## Demografia
Segundo o censo de 2001, Uttar Kamakhyaguri tinha uma população de 10 544 habitantes. Os indivíduos do sexo masculino constituem 51% da população e os do sexo feminino 49%. Uttar Kamakhyaguri tem uma taxa de literacia de 78%, superior à média nacional de 59,5%: a literacia no sexo masculino é de 82% e no sexo feminino é de 73%. Em Uttar Kamakhyaguri, 11% da população está abaixo dos 6 anos de idade.